# Northern Ireland Civil Rights Association
Northern Ireland Civil Rights Association – organizacja prowadząca kampanię na rzecz praw obywatelskich dla mniejszości katolickiej w Irlandii Północnej pod koniec lat 60. i na początku 70. XX wieku. 
Powstanie organizacji zapoczątkowało spotkanie członków Wolfe Tone Societies w Maghera w sierpniu 1966, w którym brał udział szef sztabu Irlandzkiej Armii Republikańskiej Cathal Goulding. Ratyfikacja umowy założycielskiej (constitution) została podpisana 9 kwietnia 1967 roku w Belfaście.
Celem organizacji była kampania praw obywatelskich poprzez nagłaśnianie, dokumentowanie i lobbing na rzecz zakończenia dyskryminacji mniejszości katolickiej. Główną działalnością były reformy w takich obszarach jak: równy przydział mieszkań socjalnych, system wyborczy „jedna osoba, jeden głos”, uczciwe praktyki zatrudnienia w służbie publicznej i restrukturyzacja Royal Ulster Constabulary.
Organizacja zaprzestała swojej działalności po wydarzeniach krwawej niedzieli w 1972.